# East Amherst (Nowy Jork)
East Amherst – obszar niemunicypalny w Stanach Zjednoczonych, w stanie Nowy Jork, w hrabstwie Erie. W 2000 roku liczył 17 991 mieszkańców.